# 일멘호

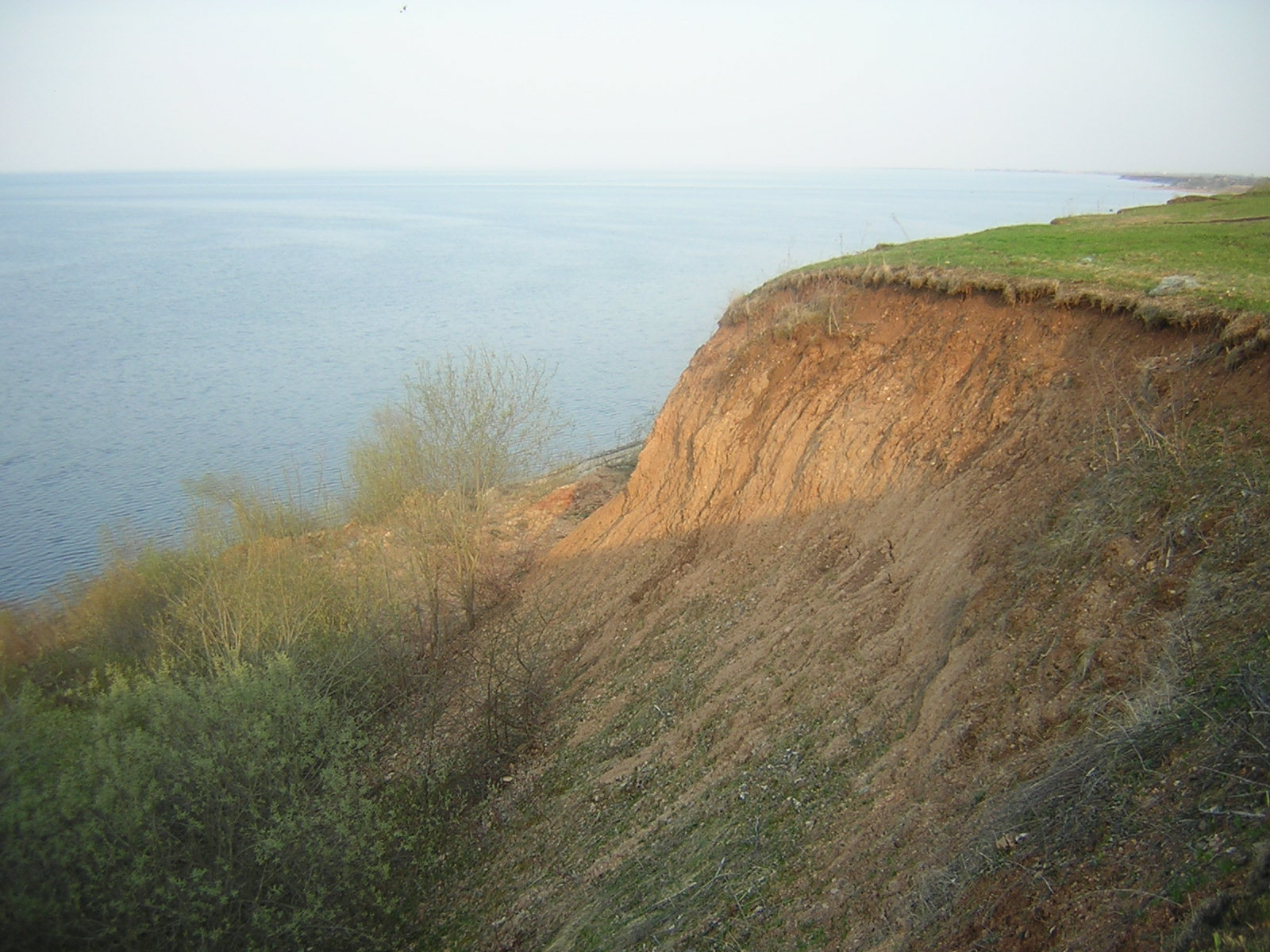
일멘호의 남쪽 해안

일멘호(러시아어: Озеро Ильмень, 핀란드어: Ilmajärvi)는 노브고로드주의 호수이다.
면적은 45 km이고, 길이는 35 km이다. 면적은 982 km2이다. 호수로 흘러가는 강은 므스타강, 폴라강, 로바트강, 셸론강이다. 볼호프강은 이 호수를 거치고, 라도가호, 네바강에서 핀란드만까지 흘러간다. 노브고로드가 이 호수에 면해 있다.
7월의 물의 기온은 19-20 °C이다.

## 미디어
- KBS 1TV : 《걸어서 세계속으로》